# 青森県の観光地

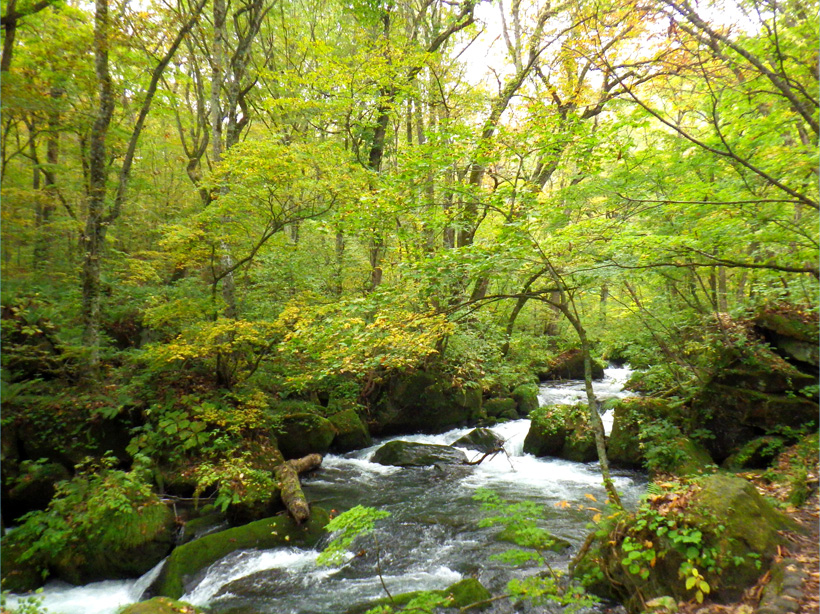
奥入瀬渓流 （特別名勝）

青森県の観光地（あおもりけんのかんこうち）は、青森県内の主要な観光地等に関する項目である。

## 観光統計

### 市町村別観光入込客数
2013年の入込客数延数。
| 順位 | 市町村名   | 地域 | 観光入込客数 |
| ---- | ---------- | ---- | ------------ |
| 1    | 八戸市     | 三八 | 6,760,938    |
| 2    | 青森市     | 東青 | 4,948,810    |
| 3    | 弘前市     | 中南 | 4,569,897    |
| 4    | 十和田市   | 上北 | 2,706,353    |
| 5    | 三沢市     | 上北 | 1,296,211    |
| 6    | 深浦町     | 西北 | 989,608      |
| 7    | むつ市     | 下北 | 954,510      |
| 8    | 七戸町     | 上北 | 857,195      |
| 9    | 黒石市     | 中南 | 764,035      |
| 10   | つがる市   | 西北 | 757,016      |
| 11   | 南部町     | 三八 | 690,188      |
| 12   | おいらせ町 | 上北 | 677,869      |
| 13   | 大鰐町     | 中南 | 633,609      |
| 14   | 五所川原市 | 西北 | 607,147      |
| 15   | 鰺ヶ沢町   | 西北 | 606,547      |
| 16   | 外ヶ浜町   | 東青 | 463,347      |
| 17   | 鶴田町     | 西北 | 448,468      |
| 18   | 階上町     | 三八 | 384,854      |
| 19   | 平川市     | 中南 | 354,543      |
| 20   | 東北町     | 上北 | 328,687      |
| 21   | 三戸町     | 三八 | 324,914      |
| 22   | 西目屋村   | 中南 | 319,180      |
| 23   | 田舎館村   | 中南 | 236,460      |
| 24   | 横浜町     | 上北 | 235,212      |
| 25   | 中泊町     | 西北 | 208,835      |
| 26   | 大間町     | 下北 | 207,866      |
| 27   | 蓬田村     | 東青 | 192,230      |
| 28   | 六戸町     | 上北 | 186,477      |
| 29   | 平内町     | 東青 | 186,068      |
| 30   | 六ヶ所村   | 上北 | 180,640      |
| 31   | 東通村     | 下北 | 170,264      |
| 32   | 新郷村     | 三八 | 161,009      |
| 33   | 五戸町     | 三八 | 156,712      |
| 34   | 板柳町     | 西北 | 152,743      |
| 35   | 藤崎町     | 中南 | 138,987      |
| 36   | 佐井村     | 下北 | 123,016      |
| 37   | 野辺地町   | 上北 | 85,819       |
| 38   | 今別町     | 東青 | 49,871       |
| 39   | 田子町     | 三八 | 32,506       |
| 40   | 風間浦村   | 下北 | 25,674       |
| 計   | 計         | 計   | 33,174,315   |

### 観光地点別入込客数
2013年の入込客数の上位10地点。
| 順位 | 観光地点                           | 市町村名 | 地域 | 観光入込客数（人） | 前年比（%） |
| ---- | ---------------------------------- | -------- | ---- | ------------------ | ----------- |
| 1    | 八食センター                       | 八戸市   | 三八 | 2,976,057          | -4.8        |
| 2    | 青森県観光物産館アスパム           | 青森市   | 東青 | 1,103,444          | -15.1       |
| 3    | 奥入瀬・十和田湖                   | 十和田市 | 上北 | 966,937            | -10.6       |
| 4    | 八戸ポータルミュージアム「はっち」 | 八戸市   | 三八 | 949,833            | +5.7        |
| 5    | 七戸町文化村                       | 七戸町   | 上北 | 755,142            | +1.5        |
| 6    | 道の駅なみおかアップルヒル         | 青森市   | 東青 | 675,611            | -1.6        |
| 7    | こどもの国                         | 八戸市   | 三八 | 631,100            | +15.4       |
| 8    | 大鰐町地域交流センター鰐COME       | 大鰐町   | 中南 | 570,634            | +0.4        |
| 9    | 道の駅とわだ                       | 十和田市 | 上北 | 565,651            | +1.6        |
| 10   | 弘前市立観光館                     | 弘前市   | 中南 | 535,197            | -2.6        |

### 主要行催事・イベント別入込客数
2013年の入込客数の上位10地点。
| 順位 | 行事                 | 時期 | 市町村名   | 地域 | 観光入込客数（人） | 前年比（%） |
| ---- | -------------------- | ---- | ---------- | ---- | ------------------ | ----------- |
| 1    | 青森ねぶた祭         | 夏季 | 青森市     | 東青 | 2,850,000          | -6.6        |
| 2    | 弘前さくらまつり     | 春季 | 弘前市     | 中南 | 2,270,000          | +7.1        |
| 3    | 弘前ねぷたまつり     | 夏季 | 弘前市     | 中南 | 1,630,000          | +0.6        |
| 4    | 五所川原立佞武多     | 夏季 | 五所川原市 | 西北 | 1,270,000          | -4.5        |
| 5    | 八戸三社大祭         | 夏季 | 八戸市     | 三八 | 1,112,600          | +1.8        |
| 6    | 八戸七夕まつり       | 夏季 | 八戸市     | 三八 | 400,000            | +33.3       |
| 7    | 弘前城菊と紅葉まつり | 秋季 | 弘前市     | 中南 | 394,000            | +35.9       |
| 8    | 弘前城雪燈籠まつり   | 冬季 | 弘前市     | 中南 | 320,000            | +23.1       |
| 9    | 五所川原花火大会     | 夏季 | 五所川原市 | 西北 | 300,000            | +7.1        |
| 10   | 八戸えんぶり         | 冬季 | 八戸市     | 三八 | 269,000            | -5.6        |

## 対象別

### 文化財等

#### 世界遺産
- 白神山地（自然遺産）
- 北海道・北東北の縄文遺跡群（文化遺産）
  - 三内丸山遺跡
  - 小牧野遺跡
  - 是川遺跡
  - 亀ヶ岡石器時代遺跡
  - 田小屋野貝塚
  - 大森勝山遺跡
  - 二ツ森貝塚
  - 大平山元I遺跡

- 白神山地核心地域
- 暗門滝
- 三内丸山遺跡
- 亀ヶ岡石器時代遺跡

#### 国の名勝
- 十和田湖および奥入瀬渓流（特別名勝）
- 金平成園（澤成園）（黒石市）
- 瑞楽園（弘前市）
- 清藤氏書院庭園（平川市）
- 盛美園（平川市）
- 種差海岸（八戸市）
- 仏宇多（仏ヶ浦）（佐井村）

- 十和田湖
- 盛美園
- 種差海岸
- 仏ヶ浦

#### 特別天然記念物
- 小湊のハクチョウおよびその渡来地

#### 重要伝統的建造物群保存地区
- 仲町（弘前市）
- 中町（黒石市）

- 仲町
- 中町

#### 重要文化財・史跡等
特別史跡
- 三内丸山遺跡

- 三内丸山遺跡
（国の特別史跡）
- 弘前城
（国の史跡）
- 旧第五十九銀行本店本館（重要文化財）
- 太宰治記念館 「斜陽館」
（「旧津島家住宅」として重要文化財）

#### 登録記念物
- 鳴海氏庭園
- 旧菊池氏庭園
- 揚亀園

- 揚亀園

#### 文化施設
博物館・美術館
水族館
- 青森県営浅虫水族館

- 青森市森林博物館
- 八戸市博物館
- 青森県立美術館
- 十和田市現代美術館

### 公園等

#### 国立・国定・国営公園
- 国立公園
  - 十和田八幡平国立公園
  - 三陸復興国立公園
- 国定公園
  - 下北半島国定公園
  - 津軽国定公園

- 十和田八幡平国立公園（八甲田山）
- 三陸復興国立公園
（蕪島）
- 下北半島国定公園
（宇曽利湖）
- 津軽国定公園
（竜飛岬）

#### ラムサール条約登録地域
- 仏沼

- 仏沼

#### 県立自然公園
- 浅虫夏泊県立自然公園
- 大鰐碇ヶ関温泉郷県立自然公園
- 種差海岸階上岳県立自然公園
- 名久井岳県立自然公園
- 芦野池沼群県立自然公園
- 黒石温泉郷県立自然公園
- 岩木高原県立自然公園
- 赤石渓流暗門の滝県立自然公園

- 浅虫夏泊県立自然公園
（浅虫温泉湯の島）
- 岩木高原県立自然公園
（岩木山）
- 芦野池沼群県立自然公園

#### 県立都市公園
- 新青森県総合運動公園
- 青森県立芦野公園

- 青森県総合運動公園（陸上競技場）

#### 大型公園・動物園・植物園・遊園地
大型公園
動物園・植物園・遊園地
- 弘前城植物園
- 八戸公園
- ファンタジードームはちのへ

- 合浦公園
- 青森自然公園ねぶたの里

### 祭事・行事等
- 青森ねぶた（青森市）
- 浅虫ねぶた（青森市）
- 弘前ねぷた（弘前市）
- 五所川原立佞武多（五所川原市）
- 黒石ねぷた（黒石市）
- 木造ねぷた（つがる市）
- 大湊ねぶた（むつ市）
- 田名部まつり（むつ市）
- 恐山大祭（むつ市）
- えんぶり（八戸市）
- 八戸三社大祭（八戸市）
- 野辺地祇園祭（野辺地町）
- 能舞（東通村、むつ市）
- 黒石よされ
- 田名部おしまこ
- なにゃどやら

- 青森ねぶた
- 浅虫ねぶた
- 五所川原立佞武多
- 大湊ねぶた

## 地域別

### 津軽地方

#### 東青地域
- 青森市 - 青森ウォーターフロント（ねぶたの家 ワ・ラッセ、青森ベイブリッジ、青森県観光物産館アスパム、青函連絡船メモリアルシップ八甲田丸など）、三内丸山遺跡・縄文時遊館、酸ヶ湯温泉、八甲田山（八甲田ロープウェイ、地獄沼、八甲田スキー場、八甲田温泉など）、青森県営浅虫水族館、青森県立美術館、八甲田山雪中行軍遭難資料館、道の駅浅虫温泉、棟方志功記念館、善知鳥神社、城ヶ倉渓谷・城ヶ倉大橋、浅虫海岸、道の駅なみおか、浅虫温泉、合浦公園、廣田神社、常田健 土蔵のアトリエ美術館、モヤヒルズ、青森市民図書館、あおもり北のまほろば歴史館、雪の回廊、野木和湖、青森市森林博物館、青森ねぶた祭、青森花火大会、AOMORI春フェスティバル、浅虫温泉ねぶた祭り
- 平内町 - 夏泊半島、大島、浅所海岸
- 今別町 - 高野崎、道の駅いまべつ、袰月海岸
- 蓬田村 - 蓬田村ふれあいセンター よもぎ温泉
- 外ヶ浜町 - 津軽海峡・竜飛岬、津軽海峡・冬景色歌謡碑、階段国道、青函トンネル記念館、鍛冶屋の一本松、竜泊ライン、道の駅たいらだて、平舘不老不死温泉

- 青森ウォーターフロント
- 棟方志功記念館
- 階段国道
- 袰月海岸

#### 西北地域
- 五所川原市 - 立佞武多の館、津軽三味線会館、太宰治記念館 「斜陽館」、金木観光物産館 産直メロス、十三湖、津軽金山焼、芦野池沼群県立自然公園、道の駅十三湖高原、大沼公園、地吹雪体験、五所川原立佞武多
- つがる市 - 木造駅、高山稲荷神社、あづましの里温泉いい湯だな、つがる地球村、道の駅もりた、亀ヶ岡遺跡
- 鰺ヶ沢町 - イカのカーテン、海の駅「わんど」、白神山地、青森スプリング・スキーリゾート、アビタニア ジャージーファーム、鰺ヶ沢相撲館、くろくまの滝
- 深浦町 - 黄金崎不老不死温泉、白神山地（十二湖、白神岳など）、千畳敷、北金ヶ沢のイチョウ、道の駅ふかうら、日本キャニオン、円覚寺、森山海岸、ガンガラ穴、行合崎のニッコウキスゲ、五能線
- 板柳町 - 海童神社
- 鶴田町 - 津軽富士見湖・鶴の舞橋、丹頂鶴自然公園、道の駅つるた
- 中泊町 - 小泊マリンパーク、道の駅こどまり、富野猿賀神社

- 立佞武多の館
- くろくまの滝
- 十三湖
- 千畳敷

#### 中南地域
- 弘前市 - 弘前城・弘前公園、岩木山、岩木山神社、城東温泉 岩木天望の湯、旧弘前市立図書館、津軽藩ねぷた村、弘前市りんご公園、藤田記念庭園、道の駅ひろさき、旧第五十九銀行本店本館、旧東奥義塾外人教師館、嶽温泉、弘前市立観光館・山車展示館、誓願寺、津軽岩木スカイライン、アップルロード、弘前八幡宮、最勝院、弘前市立百石町展示館、富田の清水、追手門広場、長勝寺、弘前市立郷土文学館、百沢温泉、禅林街、弘前さくらまつり、弘前ねぷた、弘前城菊と紅葉まつり、弘前城雪燈籠まつり
- 黒石市 - 中町こみせ通り、黒森山浄仙寺、道の駅虹の湖、津軽こけし館、紅葉山、東公園、黒石温泉郷、津軽伝承工芸館、黒石ねぷた、旧正マッコ市
- 平川市 - 道の駅いかりがせき、猿賀公園、盛美園、館田温泉、大和温泉、平川ねぷた
- 西目屋村 - 暗門の滝、白神山地ビジターセンター、アクアグリーンビレッジANMON
- 藤崎町 - 唐糸御前史跡公園
- 大鰐町 - 大鰐町地域交流センター 鰐come、大円寺、大鰐温泉
- 田舎館村 - 道の駅いなかだて、田んぼアート

- 最勝院
- 田んぼアート
- 大鰐温泉

### 南部地方

#### 下北地域
- むつ市 - 恐山（恐山温泉、恐山賽の河原、恐山菩提寺、宇曽利湖など）、夢の平成号、薬研温泉、斗南温泉美人の湯、北限のサル、薬研渓流、泉龍寺、釜臥山、むつ矢立温泉、むつ科学技術館、大湊ネブタ、田名部まつり、田名部おしまこ、大畑祭
- 大間町 - 大間崎、大間埼灯台
- 東通村 - 尻屋崎
- 風間浦村 - 下風呂温泉、海峡いさりび公園、風間浦村活イカ備蓄センター
- 佐井村 - 仏ヶ浦、箭根森八幡宮例大祭、おこもり

- 恐山
- 尻屋崎

#### 上北地域
- 十和田市 - 奥入瀬渓流（イトムカの入り江、銚子大滝、石ヶ戸休憩所など）、十和田市現代美術館、十和田湖（十和田神社、乙女の像、瞰湖台など）、蔦七沼、奥入瀬渓流温泉（谷地温泉、蔦温泉、猿倉温泉など）、十和田ポニー温泉、道の駅奥入瀬、道の駅とわだ、官庁街通り駒街道、十和田湖畔温泉
- 三沢市 - 青森県立三沢航空科学館、古牧温泉、三沢市民の森、道の駅みさわ、三沢市寺山修司記念館、淋代海岸
- 野辺地町 - 馬門温泉、浜町の常夜燈
- 七戸町 - 道の駅しちのへ、七戸城址
- 六戸町 -
- 横浜町 - 横浜町の菜の花畑
- 東北町 - 東北温泉、道の駅おがわら湖、玉勝温泉、小川原湖、小川原湖ふれあい村
- 六ヶ所村 - スパハウスろっかぽっか、泊海岸、高瀬川
- おいらせ町 -

- 乙女の像
- 三沢市寺山修司記念館
- 七戸城
- 横浜町の菜の花畑

#### 三八地域
- 八戸市 - 八食センター、みろく横丁、館鼻岸壁朝市、種差海岸、蕪島（蕪嶋神社、蕪島海水浴場など）、是川遺跡・是川縄文館、八戸市魚菜小売市場、八戸市水産科学館、八戸公園、三八城公園、陸奥湊駅前朝市、八戸市博物館、八戸港遊覧船、葦毛崎展望台、櫛引八幡宮、道の駅なんごう、はっち、館鼻公園、根城、白浜海岸、安藤昌益資料館、八戸市美術館、南郷サマージャズフェスティバル、えんぶり、八戸三社大祭、南部道楽フェスティバル、騎馬打毬
- 三戸町 - 道の駅さんのへ、三戸城
- 五戸町 - 五戸町消防団第一分団屯所
- 田子町 - タプコプ創遊村、田子町ガーリックセンター
- 南部町 - バーデハウスふくち
- 階上町 - 道の駅はしかみ、小舟渡海岸
- 新郷村 - 野沢温泉、キリストの墓

- 櫛引八幡宮
- 三戸城
- キリストの墓